# AIX
AIX (Advanced Interactive eXecutive) je název řady proprietárních UNIXových operačních systémů firmy IBM. Původně byl určen především pro RISCové pracovní stanice řady IBM 6150, nyní však podporuje celou řadu platforem, například řadu firemních RISCových počítačů RS/6000 či novějších systémů založených na architekturách POWER a PowerPC, IBM System i, mainframy řady System/370, osobní počítače řady PS/2, a Apple Network Server.
AIX je založen na UNIX System V, který obsahuje rozšíření kompatibilní s 4.3BSD. Je jedním ze čtyř komerčních operačních systémů, které v nynější době splňují standard UNIX 03 konsorcia The Open Group. (Zbývající tři jsou macOS, Solaris a HP-UX.)
První verze tohoto systému byla uvolněna v roce 1986. Od roku 1989 slouží jako OS pro řadu počítačů RS/6000.
Ve své době obsahoval tento systém řadu pokrokových prvků. Jedním z nich byl například několikavrstvý systém správy disků (oddělení fyzické a logické struktury diskového subsystému), který byl později přejat i nekomerčními systémy.
AIX běží na 32 a 64bitových procesorech IBM POWER, PowerPC a x86 řady IBM PS/2 (záleží na verzi) a dokáže adresovat až 32 terabajtů (TB) paměti RAM. Souborový systém JFS2, jenž byl poprvé představen společností IBM jako součást systému AIX, dovoluje souborům a diskovým oddílům dosahovat velikosti přes 4 petabajty.

## Databáze
Object Data Manager (ODM) je databáze systémových informací integrovaná do AIX, obdoba registru v Microsoft Windows. Dobrá znalost ODM je nezbytná pro správu systémů AIX.